# Put (Band)
Put war eine kroatische Gesangsgruppe aus Rijeka. 

## Hintergrund
Die Gruppe wurde nach einer Jury-Auswahl für Kroatiens erste Teilnahme am Eurovision Song Contest 1993 verpflichtet und besteht aus Mitgliedern der Gruppe Putokazi. Die Ballade Don’t Ever Cry (dt.: Weine niemals) wurde auf Kroatisch mit englischsprachigem Refrain vorgetragen. Sie erreichten damit den 15. Platz von 25 mit 31 Punkten.

## Mitglieder
- Vivien Galletta (Gesang)
- Angela Jelicic (Gesang)
- Melita Sedic (Gesang)
- Naim Ajra (Gesang)
- Petar Cucak Migliaccio (Gesang)
- Olja Desic (Gesang)